# William Odling
William Odling (Londres, 5 de setembro de 1829 – Oxford, 17 de fevereiro de 1921) foi um químico britânico que publicou uma versão da tabela periódica baseada na massa atômica relativa. Sua tabela era um arranjo de 57 elementos ordenados com base em suas massas atômicas relativas que possuía algumas irregularidades mas era similar a primeira tabela que viria a ser proposta por Dmitri Mendeleev em 1870. Odling notou que parecia haver uma periodicidade de massas atômicas entre os elementos, porém não prosseguiu com esta tendo posteriormente proposto uma classificação baseada na valência dos elementos. Suspeitou-se que Odling utilizou de sua posição na Royal Society para descreditar o trabalho de John Alexander Reina Newlands e sua versão da tabela periódica.

## Trabalhos
- Manual of Chemistry. (1861)
- On the Proportional Numbers of the Elements, Quarterly Journal of Science, Band 1, 1864, S. 642–648
- Course of Practical Chemistry. (2. Auflage, 1865)
- Animal Chemistry. (1866)
- Chemical Changes of Carbon. (1868)
- Outlines of Chemistry. (1870)
- Chemistry. (1882)